# Säsong 5 av Teenage Mutant Ninja Turtles (1987)
Säsong 5 av Teenage Mutant Ninja Turtles (1987) är seriens femte säsong, och huvudsäsongen började sändas i CBS den 14 september 1991. När säsongen inleddes var Teknodromen belägen på Vulkanasteroiden i Dimension X, där den stod kvar genom hela fjärde säsongen, för att senare hamna på Jorden, fastfrusen i Arktis.

## Lista över avsnitt
| Nr |  | Titel                                       |  | Regissör  | Manus                               |  |  | Originalvisning                      |                          | TV-kod |  |  |
| --- |  | ------------------------------------------- |  | --------- | ----------------------------------- |  |  | ------------------------------------ | ------------------------ | ------ |  |  |
| 108 |  | "My Brother, the Bad Guy"                   |  | Bill Wolf | Dennis O'Flaherty                   |  |  | 14 september 1991                    |                          |        |  |  |
| Japanske polismannen Kazuo Saki jagar den som stulit Kojimabrödernas dagbok från en monter i Ninja Hall of Fame i Tokyo. Saki upptäcker att fingeravtrycken på montern tillhör hans storebror, Oroku Saki, mer känd som Shredder. Saki beger sig till New York för att gripa Shredder och träffar där på sköldpaddorna. Då de inser att de är ute efter samma person slår de sina påsar ihop, men sköldpaddorna tröttnar snart på Saki då han alltför hårt håller på lag och ordning. Shredder å sin sida är ute efter ett fusionskärnkraftverks "supermagnet" med vilken han skall dra Teknodromen från Dimension X till Jorden. För att få arbeta ostört skapar han verklighetstrogna hologramavbilder av Kojimabröderna som sköldpaddorna får slåss mot. När de så småningom förstört hologramprojektorn skyndar de till kraftverket, men teknodromen har redan dragits ur dimensionsporten och kommit in i jordens atmosfär. De lyckas dock förskjuta dess bana så att den kraschlandar i Arktis. |  |                                             |  |           |                                     |  |  |                                      |                          |        |  |  |
| 109 |  | "Michaelangelo Meets Mondo Gecko"           |  | Bill Wolf | Gary Greenfield                     |  |  | 14 september 1991                    |                          |        |  |  |
| Michelangelos underliga drömmar leder honom till Mondo Gecko, en ödlemutant som muterades samtidigt som sköldpaddorna, men sedan fördes bort av gangsterbossen Mr. X som tillsammans med sin liga utför bombhot och utpressningar. Michelangelo övertygar Mondo Gecko att övergå till sköldpaddornas sida och tillsammans besegrar de Mr. X. |  |                                             |  |           |                                     |  |  |                                      |                          |        |  |  |
| 110 |  | "Enter Mutagen Man"                         |  | Bill Wolf | David Wise                          |  |  | 21 september 1991                    |                          |        |  |  |
| När Seymour Gutz faller i en mutagenbehållare med instabilt mutagen, erhåller han förmågan att anta vilken annan persons skepnad som helst. Shredder lurar honom att leverera kemikalien Bindex #3, i utbyte mot att bli normal igen. |  |                                             |  |           |                                     |  |  |                                      |                          |        |  |  |
| 111 |  | "Donatello's Badd Time"                     |  | Bill Wolf | Misty Taggart                       |  |  | 21 september 1991                    |                          |        |  |  |
| Sköldpaddsbilen blir stulen av familjen Badd, en kriminell släkt från landsbygden. Donatello måste återta bilen. |  |                                             |  |           |                                     |  |  |                                      |                          |        |  |  |
| 112 |  | "Michaelangelo Meets Bugman Again"          |  | Bill Wolf | David Wise                          |  |  | 28 september 1991                    |                          |        |  |  |
| När termiter härjar i staden, tar sköldpaddorna hjälp från Bugman. Noterbart: Townsend Coleman läser Splinters och Vernons röster i stället för Peter Renaday. |  |                                             |  |           |                                     |  |  |                                      |                          |        |  |  |
| 113 |  | "Muckman Messes Up"                         |  | Bill Wolf | Francis Moss, Ted Pedersen          |  |  | 28 september 1991                    |                          |        |  |  |
| Genom en olycka muteras två sopåkare, Muckman och Joe Eyeball. Shredder lurar dem att hjälpa honom i kampen mot sköldpaddorna. |  |                                             |  |           |                                     |  |  |                                      |                          |        |  |  |
| 114 |  | "Napoleon Bonafrog: Colossus of the Swamps" |  | Bill Wolf | Dennis O'Flaherty                   |  |  | 5 oktober 1991                       |                          |        |  |  |
| När Shredder, som i detta avsnitt allierat sig med Big Louie, testar Krangs mutationsstråle, förvandlas Napoleon Bonagroda till en monstergroda. Noterbart: Jim Cummings läser Shredders röst i stället för Peter Renaday, och Townsend Coleman läser Napoleon Bonagrodas röst i stället för James Avery. |  |                                             |  |           |                                     |  |  |                                      |                          |        |  |  |
| 115 |  | "Raphael Versus the Volcano"                |  | Bill Wolf | Carole Mendelsohn                   |  |  | 5 oktober 1991                       |                          |        |  |  |
| Genom ett fel i Donatellos senaste uppfinning tror Raphael han är dödssjuk, och beslutar sig för att rädda människor i nöd. Titelreferens: Joe Versus the Volcano |  |                                             |  |           |                                     |  |  |                                      |                          |        |  |  |
| 116 |  | "Landlord of the Flies"                     |  | Bill Wolf | Gordon Bressack                     |  |  | 19 oktober 1991                      |                          |        |  |  |
| Baxter Stockman återvänder till Jorden. När flugorna flockas runt honom, söker han hämnd på såväl mänskligheten som Krang och Shredder. Titelreferens: Lord of the Flies |  |                                             |  |           |                                     |  |  |                                      |                          |        |  |  |
| 117 |  | "Donatello's Duplicate"                     |  | Bill Wolf | Jack Mendelsohn & Carole Mendelsohn |  |  | 19 oktober 1991                      |                          |        |  |  |
| Donatello klonar sig själv. Klonen vänder sig dock mot Donatello, och går över till Råttkungens sida. Råttkungen har samtidigt allierat sig med gangstern Pinky McFingers. |  |                                             |  |           |                                     |  |  |                                      |                          |        |  |  |
| 118 |  | "The Ice Creature Cometh"                   |  | Bill Wolf | David Wise                          |  |  | 26 oktober 1991                      |                          |        |  |  |
| Bebop och Rocksteady spiller av misstag ut mutagen i Arktis, vilket skapar ett ismonster ("Frosty") som beger sig till New York. |  |                                             |  |           |                                     |  |  |                                      |                          |        |  |  |
| 119 |  | "Leonardo Cuts Loose"                       |  | Bill Wolf | David Wise                          |  |  | 26 oktober 1991                      |                          |        |  |  |
| När muskelberget Wally Airhead och hans män kidnappar övriga sköldpaddor, tar Leonardo hjälp av Casey Jones. Wally Airhead visar sig snart vara en vetenskapsman, som skaffar sig styrka genom en stråldos av medlet "Strongium 90". |  |                                             |  |           |                                     |  |  |                                      |                          |        |  |  |
| 120 |  | "Pirate Radio"                              |  | Bill Wolf | Misty Taggart                       |  |  | 2 november 1991                      |                          |        |  |  |
| Shredder startar en radiostation för att hypnotisera stadens invånare. |  |                                             |  |           |                                     |  |  |                                      |                          |        |  |  |
| 121 |  | "Turtle of a Thousand Faces"                |  | Bill Wolf | Dennis O'Flaherty                   |  |  | 2 november 1991                      |                          |        |  |  |
| När Raphael börjar klä ut sig misstas han snart för att vara gangsterbossen Mad Dog McMutt. |  |                                             |  |           |                                     |  |  |                                      |                          |        |  |  |
| 122 |  | "Leonardo, Renaissance Turtle"              |  | Bill Wolf | Dennis O'Flaherty                   |  |  | 9 november 1991                      |                          |        |  |  |
| Professor Mindbender skapar en robot, "LEX", som skall bekämpa brottsligheten. När LEX börjar arrestera oskyldiga invånare för mindre förseelser tar sköldpaddorna hjälp av stadens tidigare experimentpolisrobot "REX-1". |  |                                             |  |           |                                     |  |  |                                      |                          |        |  |  |
| 123 |  | "Zach and the Alien Invaders"               |  | Bill Wolf | Francis Moss, Ted Pedersen          |  |  | 9 november 1991                      |                          |        |  |  |
| Zach upptäcker att två utomjordingar, Wingnut och Screwloose, planerar att överta Jorden. Titelreferens: Zak McKracken and the Alien Mindbenders |  |                                             |  |           |                                     |  |  |                                      |                          |        |  |  |
| 124 |  | "Welcome Back, Polarisoids"                 |  | Bill Wolf | Misty Taggart                       |  |  | 16 november 1991                     |                          |        |  |  |
| När polarisoiderna Frip, Millimeter, F-Stop & Say Cheese kommer till Jorden ger sig Krang ut efter deras kamera. |  |                                             |  |           |                                     |  |  |                                      |                          |        |  |  |
| 125 |  | "Michaelangelo, the Sacred Turtle"          |  | Bill Wolf | Dennis O'Flaherty                   |  |  | 16 november 1991                     |                          |        |  |  |
| Michelangelo misstas för att vara farao "Amun Turt-El". Samtidigt tror Sir Percival att han kan få krafter genom O'Malley's komet. Det han inte vet är att kometen inte kan ge honom några krafter, men däremot hotar att krascha mot Jorden. |  |                                             |  |           |                                     |  |  |                                      |                          |        |  |  |
| 126 |  | "Planet of the Turtleoids, Part 1"          |  | Bill Wolf | David Wise                          |  |  | 31 augusti 1991 (bästa sändningstid) | 26 oktober 1991 (lördag) |        |  |  |
| Efter en strid med Groundchuck och Dirtbag tas sköldpaddorna av en grupp sköldpaddsliknande utomjordingar som för mutantsköldpaddorna till planeten Shellri-La där de måste ta itu med en tvåhövdad drake. |  |                                             |  |           |                                     |  |  |                                      |                          |        |  |  |
| 127 |  | "Planet of the Turtleoids, Part 2"          |  | Bill Wolf | David Wise                          |  |  | 31 augusti 1991 (bästa sändningstid) | 26 oktober 1991 (lördag) |        |  |  |
| Sköldpaddorna återvänder till Jorden för att stoppa Shredders nybyggda Technodrome Mark II och besegra hans robot Chromedome. |  |                                             |  |           |                                     |  |  |                                      |                          |        |  |  |

### Fotnoter
1. ↑  Mark Pellegrini (29 april 2014). ”Teenage Mutant Ninja Turtles (1987) Season 5, Part 1 Review” (på engelska). Adventures in Poor Taste. Arkiverad från originalet den 27 oktober 2015. https://web.archive.org/web/20151027111538/http://www.adventuresinpoortaste.com/2014/04/29/teenage-mutant-ninja-turtles-1987-season-5-part-1/. Läst 10 december 2015.
2. ↑  "Master Splinter" (6 mars 2012). ”1991 Original Fred Wolf Series – Episode 108 (My Brother, the Bad Guy)” (på engelska). Mutant Ooze. http://mutantooze.org/wiki/1991-original-fred-wolf-series-episode-108-my-brother-the-bad-guy/. Läst 14 december 2015.
3. ↑  "Master Splinter" (6 mars 2012). ”1991 Original Fred Wolf Series – Episode 109 (Michaelangelo Meets Mondo Gecko)” (på engelska). Mutant Ooze. http://mutantooze.org/wiki/1991-original-fred-wolf-series-episode-109-michaelangelo-meets-mondo-gecko/. Läst 14 december 2015.
4. ↑  "Master Splinter" (6 mars 2012). ”1991 Original Fred Wolf Series – Episode 110 (Enter Mutagen Man)” (på engelska). Mutant Ooze. http://mutantooze.org/wiki/1991-original-fred-wolf-series-episode-110-enter-mutagen-man/. Läst 14 december 2015.
5. ↑  "Master Splinter" (6 mars 2012). ”1991 Original Fred Wolf Series – Episode 111 (Donatello's Bad Time)” (på engelska). Mutant Ooze. http://mutantooze.org/wiki/1991-original-fred-wolf-series-episode-111-donatellos-bad-time/. Läst 14 december 2015.
6. ↑  "Master Splinter" (6 mars 2012). ”1991 Original Fred Wolf Series – Episode 112 (Michaelangelo Meets Bugman Again)” (på engelska). Mutant Ooze. http://mutantooze.org/wiki/1991-original-fred-wolf-series-episode-112-michaelangelo-meets-bugman-again/. Läst 14 december 2015.
7. ↑  "Master Splinter" (6 mars 2012). ”1991 Original Fred Wolf Series – Episode 113 (Muckman Messes Up)” (på engelska). Mutant Ooze. http://mutantooze.org/wiki/1991-original-fred-wolf-series-episode-113-muckman-messes-up/. Läst 14 december 2015.
8. ↑  "Master Splinter" (6 mars 2012). ”1991 Original Fred Wolf Series – Episode 114 (Napoleon Bonafrog: Colossus of the Swamps)” (på engelska). Mutant Ooze. http://mutantooze.org/wiki/1991-original-fred-wolf-series-episode-114-napoleon-bonafrog-colossus-of-the-swamps/. Läst 14 december 2015.
9. ↑  "Master Splinter" (6 mars 2012). ”1991 Original Fred Wolf Series – Episode 115 (Raphael Versus the Volcano)” (på engelska). Mutant Ooze. http://mutantooze.org/wiki/1991-original-fred-wolf-series-episode-115-raphael-vs-the-volcano/. Läst 14 december 2015.
10. ↑  "Master Splinter" (6 mars 2012). ”1991 Original Fred Wolf Series – Episode 116 (Landlord of the Flies)” (på engelska). Mutant Ooze. http://mutantooze.org/wiki/1991-original-fred-wolf-series-episode-116-landlord-of-the-flies/. Läst 14 december 2015.
11. ↑  "Master Splinter" (6 mars 2012). ”1991 Original Fred Wolf Series – Episode 117 (Donatello's Duplicate)” (på engelska). Mutant Ooze. http://mutantooze.org/wiki/1991-original-fred-wolf-series-episode-117-donatellos-duplicate/. Läst 14 december 2015.
12. ↑  "Master Splinter" (6 mars 2012). ”1991 Original Fred Wolf Series – Episode 118 (The Ice Creature Cometh)” (på engelska). Mutant Ooze. http://mutantooze.org/wiki/1991-original-fred-wolf-series-episode-118-the-ice-creature-cometh/. Läst 14 december 2015.
13. ↑  "Master Splinter" (6 mars 2012). ”1991 Original Fred Wolf Series – Episode 119 (Leonardo Cuts Loose)” (på engelska). Mutant Ooze. http://mutantooze.org/wiki/1991-original-fred-wolf-series-episode-119-leonardo-cuts-loose/. Läst 14 december 2015.
14. ↑  "Master Splinter" (6 mars 2012). ”1991 Original Fred Wolf Series – Episode 120 (Pirate Radio)” (på engelska). Mutant Ooze. http://mutantooze.org/wiki/1991-original-fred-wolf-series-episode-120-pirate-radio/. Läst 14 december 2015.
15. ↑  "Master Splinter" (6 mars 2012). ”1991 Original Fred Wolf Series – Episode 121 (Turtle of a Thousand Faces)” (på engelska). Mutant Ooze. http://mutantooze.org/wiki/1991-original-fred-wolf-series-episode-121-turtle-of-a-thousand-faces/. Läst 14 december 2015.
16. ↑  "Master Splinter" (6 mars 2012). ”1991 Original Fred Wolf Series – Episode 122 (Leonardo, Renaissance Turtle)” (på engelska). Mutant Ooze. http://mutantooze.org/wiki/1991-original-fred-wolf-series-episode-122-leonardo-the-renaissance-turtle/. Läst 14 december 2015.
17. ↑  "Master Splinter" (6 mars 2012). ”1991 Original Fred Wolf Series – Episode 123 (Zach and the Alien Invaders)” (på engelska). Mutant Ooze. http://mutantooze.org/wiki/1991-original-fred-wolf-series-episode-123-zach-and-the-alien-invaders/. Läst 14 december 2015.
18. ↑  "Master Splinter" (6 mars 2012). ”1991 Original Fred Wolf Series – Episode 124 (Welcome Back, Polarisoids)” (på engelska). Mutant Ooze. http://mutantooze.org/wiki/1991-original-fred-wolf-series-episode-124-welcome-back-polarisoids/. Läst 14 december 2015.
19. ↑  "Master Splinter" (6 mars 2012). ”1991 Original Fred Wolf Series – Episode 125 (Michaelangelo, the Sacred Turtle)” (på engelska). Mutant Ooze. http://mutantooze.org/wiki/1991-original-fred-wolf-series-episode-125-michaelangelo-the-sacred-turtle/. Läst 14 december 2015.
20. ↑  "Master Splinter" (6 mars 2012). ”1991 Original Fred Wolf Series – Episode 126 (Planet of the Turtleoids, Part 1)” (på engelska). Mutant Ooze. http://mutantooze.org/wiki/1991-original-fred-wolf-series-episode-126-planet-of-the-turtleoids-part-one/. Läst 14 december 2015.
21. ↑  "Master Splinter" (6 mars 2012). ”1991 Original Fred Wolf Series – Episode 127 (Planet of the Turtleoids, Part 2)” (på engelska). Mutant Ooze. http://mutantooze.org/wiki/1991-original-fred-wolf-series-episode-127-planet-of-the-turtleoids-part-two/. Läst 14 december 2015.